# Citroën Type H
Citroën Type H — фургон французької компанії Citroën, що випускався впродовж 1947-грудня 1981 років. На час його створення відчувалась потреба у цивільних невеликих і недорогих фургонах середньої вантажопідйомності. У залежності від модифікації використовувались позначення H, HY, HX, HW, HZ, 1600. Був найбільш поширеним невеликим фургоном Франції. Будувався заводами Франції, Бельгії, Нідерландів. Завдяки нетиповому вигляду у Франції отримав народну назву «Бельмондо». Замінений моделлю Citroën C25, що була спільною розробкою з Фіат — Fiat Ducato. Було виготовлено 473.289 Citroën Type H.

## Конструкція

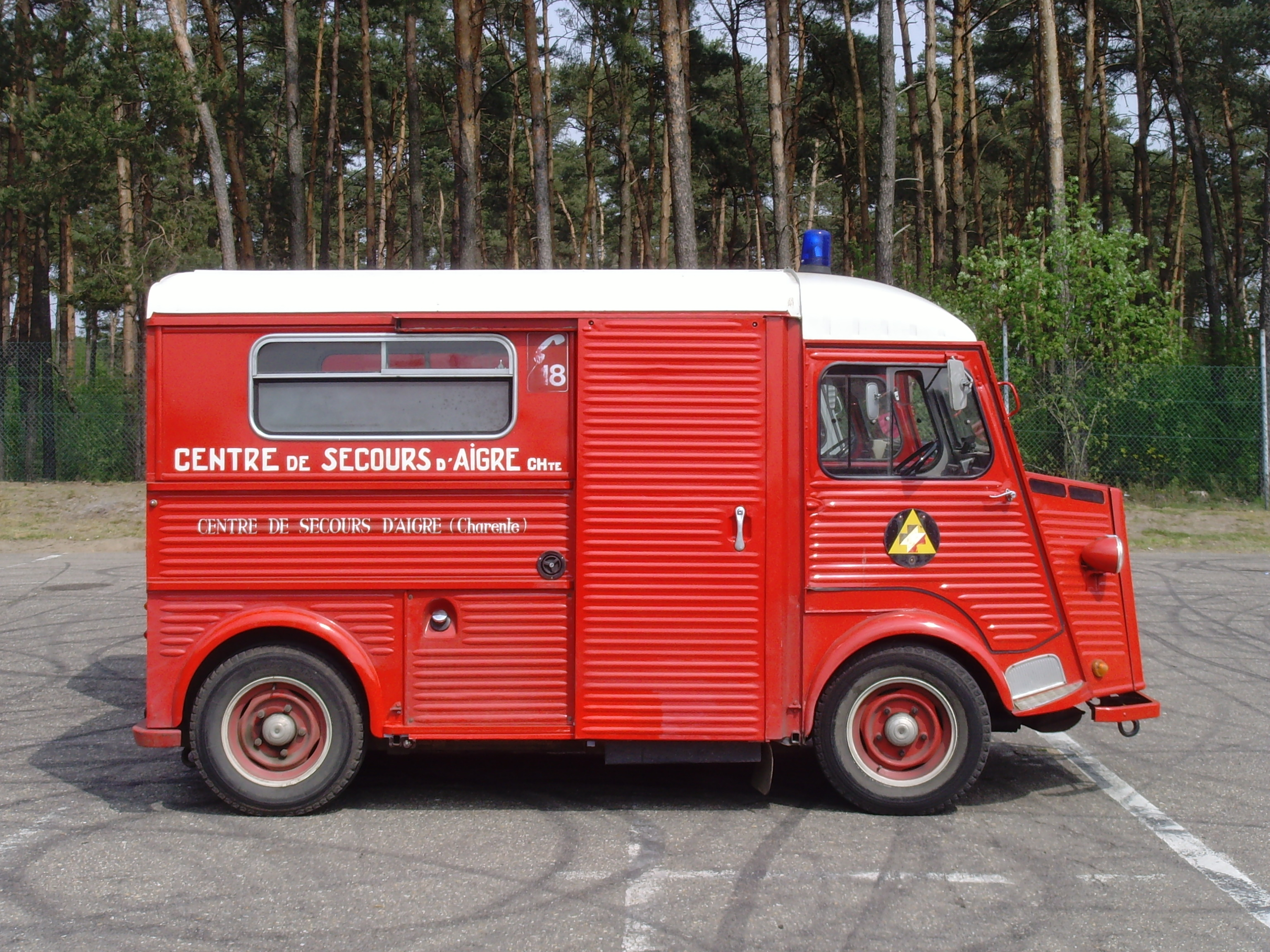
Пожежна машина

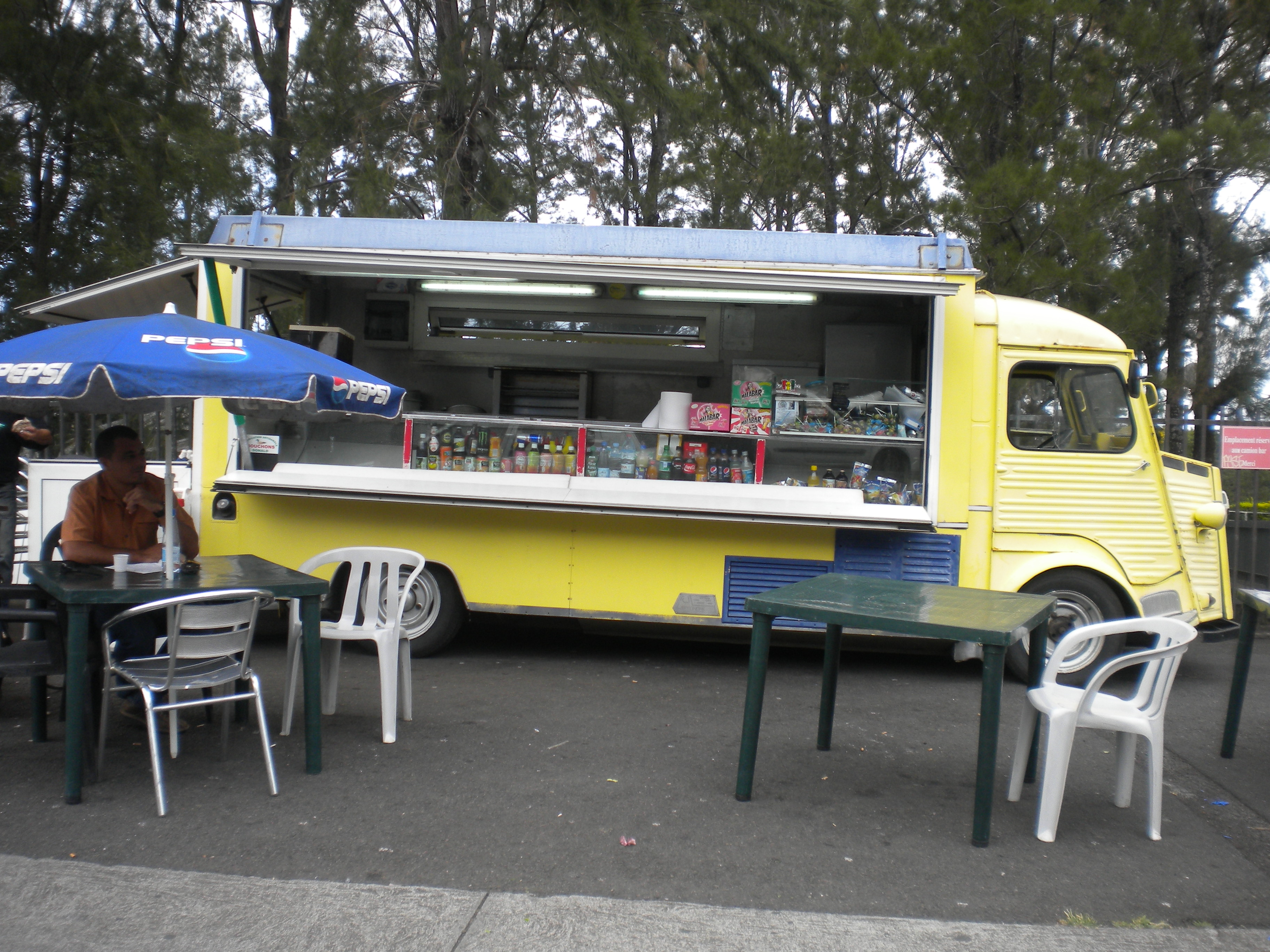
Автокрамниця

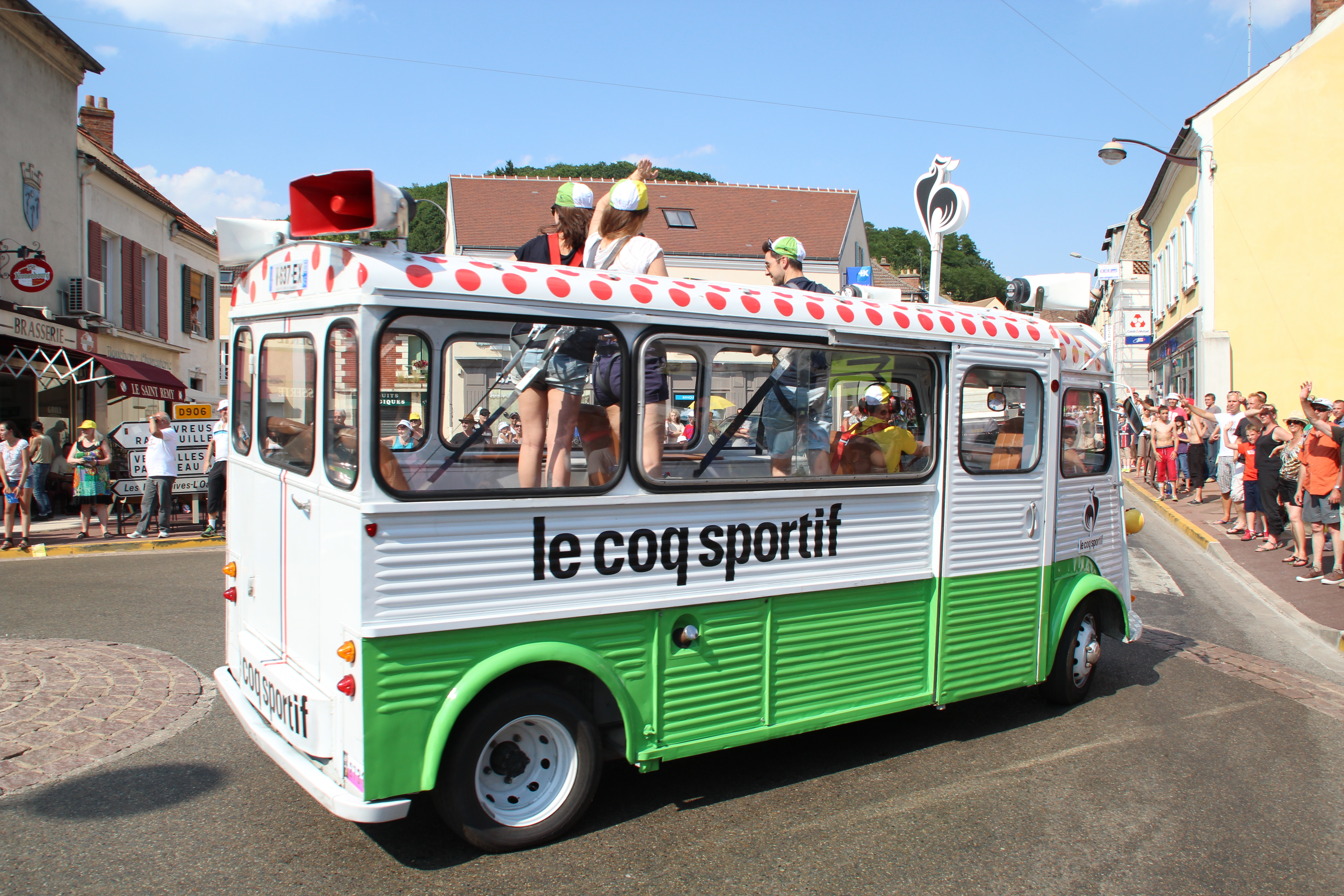
Мікроавтобус

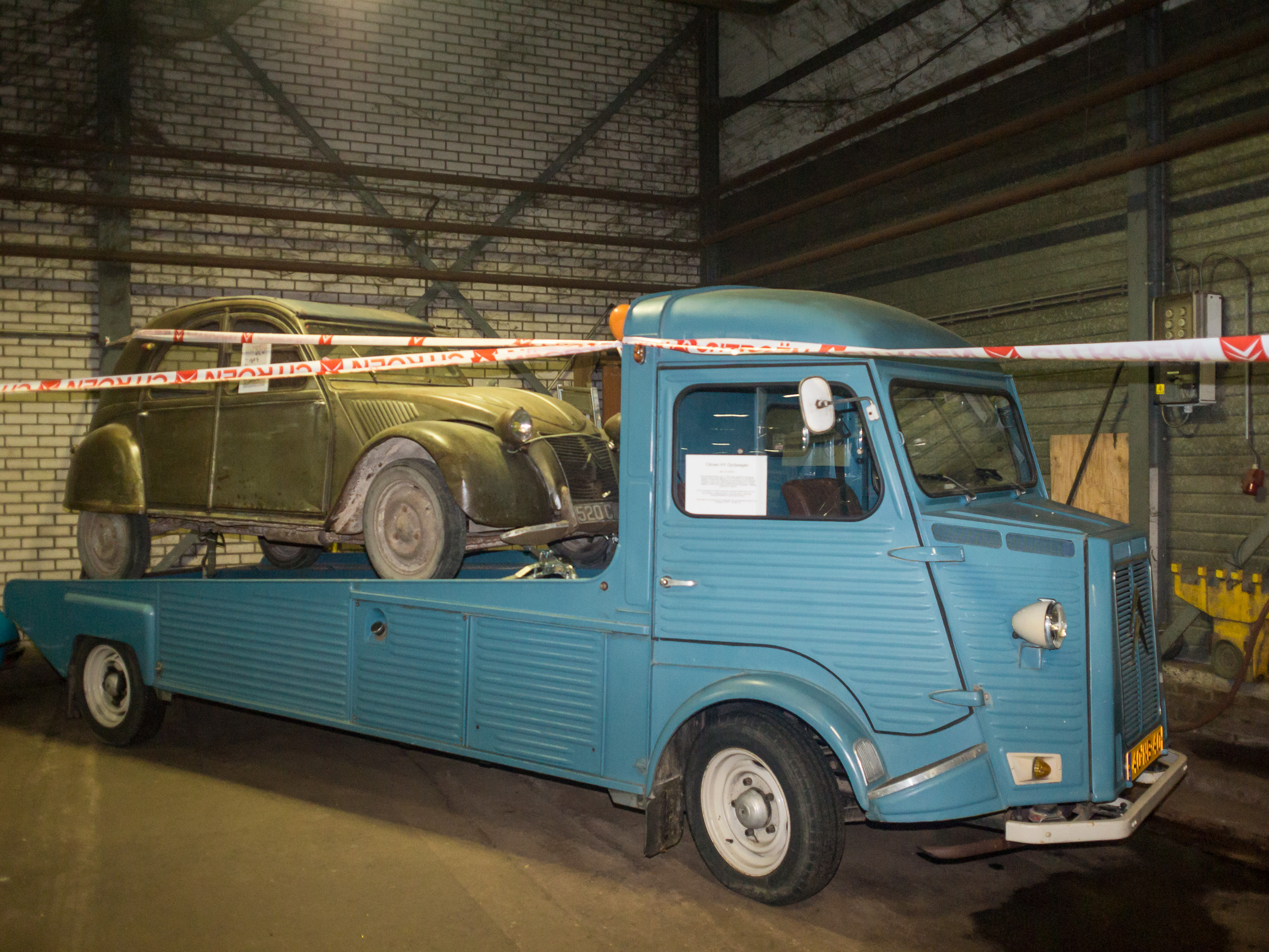
Автотранспортер

Передньопривідний фургон і мікроавтобус були представлені на Паризькому автосалоні в 1947 році. Це був подальший розвиток довоєнної 1,5-тонної моделі Citroën TUB. Двигун і коробка передач взяті від моделі Traction Avant. Тип H отримав від заводів-виробників різні модифікації зі зміною колісної бази (модифікації A — F (+1,2 м колісна база)), висоти (1,82 см — 2,32 см), довжини вантажної кабіни (2,44 м — 4,44 м), об’єму вантажної кабіни. (7,3 м³ — 17,8 м³).
Характерний гофрований кузов, який використовувався протягом усього періоду виробництва, був натхненний німецькими Junkers (Aircraft), починаючи з Першої світової війни до 1930-х років, тримоторний Junkers Ju 52 був останнім, який використовував цю конструкцію. Генрі Форд також застосував цю конструкцію для пасажирського літака Ford Tri-Motor. Ребра додали міцності, не додаючи ваги, і потребували лише простих недорогих пресових інструментів. Плоскі панелі кузова зсередини скріплювалися коробчатими секціями типу «циліндр» під прямим кутом до ребер. Зварена підлога була досить міцною, щоб витримати коня.
Фургони Citroën Type H знайшли широке застосування у поліції, пошті, пожежній охороні, лікарнях. На замовлення кузовобудівні фірми виготовляли модифікації з подвійними кабінами, автотранспортери, автокрамниці, мікроавтобуси, авторефрижератори, кемпери, транспортери тварин, катафалки, пересувні лабораторії і т. д. Нідерландська компанія Ackermann випускала швидкі допомоги з гідропневматичною підвіскою з моделі Citroën DS.
На фургони встановлювали три типи моторів — карбюраторні робочим об'ємом 1600 см³, потужністю 45 к.с.; 1911 см³ потужністю 48 к.с.; дизелем INDENOR 1816 см³ при 50 к.с.

## Двигуни
Бензинові:
- 1628 см3 (9 CV) 42 к.с. SAE 45 к.с. SAE
- 1911 см3  (11 CV) 35 к.с. SAE, 48 к.с. SAE, потім з 1968 року 58 к.с. SAE (52 к.с. DIN)

Дизельні:
- Perkins: 1621 см3 (7 CV) 41,5 к.с. SAE, потім 42,6 к.с. SAE
- Indenor: 1610 см3 50 к.с. SAE (7 CV)
- 1946 см3 57,5 к.с. SAE (8 CV)